# Maki (cacciatorpediniere)
Il Maki (槇? lett. "Podocarpaceae") è stato un cacciatorpediniere della Marina imperiale giapponese, settima unità della classe Matsu. Fu varato nel giugno 1944 dal cantiere navale dell'arsenale di Maizuru.
Appartenente alla 43ª Divisione, fece in tempo a partecipare alla battaglia del Golfo di Leyte, durante la quale si prodigò nel salvataggio di centinaia di naufraghi e subì seri danni per una bomba che lo colpì in pieno. Riuscì a rientrare in Giappone e, riparato, fu assegnato a compiti di difesa del traffico navale tra il territorio nazionale e Formosa, venendo danneggiato una seconda volta da un sommergibile. Tornò in efficienza nell'inverno 1945 e fu tra le navi che accompagnarono in mare aperto la nave da battaglia Yamato all'inizio dell'operazione Ten-Go; tornò quindi a Kure e lì fu preso in carico dagli Stati Uniti poco dopo la resa di agosto, ma fu alla fine ceduto al Regno Unito: fu presto avviato alla demolizione.

## Caratteristiche
Il Maki presentava una lunghezza fuori tutto di 100 metri, una larghezza massima di 9,35 metri e un pescaggio di 3,30 metri; il dislocamento a pieno carico ammontava a 1 676 tonnellate. L'apparato motore era formato da due caldaie Kampon, due turbine a ingranaggi a vapore Kampon, due alberi motore con elica: erano erogati 19 000 shp, sufficienti per una velocità massima di 27,75 nodi (52,73 km/h); l'autonomia massima era di 4 680 miglia nautiche a 16 nodi (8 667 chilometri a 30,4 km/h). L'armamento era articolato su tre cannoni Type 89 da 127 mm L/40 in due affusti pressoché scoperti; quattro tubi lanciasiluri da 610 mm raggruppati in un impianto Type 92 e senza ricarica; venti cannoni automatici Type 96 da 25 mm L/60 e due lanciatori Type 94 per bombe di profondità (36 a bordo). Infine erano stati forniti un sonar Type 93 e un radar Type 22. All'entrata in servizio l'equipaggio era formato da 210 uomini.

## Servizio operativo

### Costruzione
Il cacciatorpediniere Maki fu ordinato nell'anno fiscale edito dal governo giapponese nel 1944. La sua chiglia fu impostata nel cantiere navale dell'arsenale di Maizuru il 19 febbraio 1944 e il varo avvenne il 10 giugno seguente; fu completato il 10 agosto e il comando fu affidato al capitano di corvetta Sakae Ishizuka. Fu immediatamente assegnato all'11ª Squadriglia cacciatorpediniere, dipendente dalla Flotta Combinata e demandata all'addestramento delle nuove unità in tempo di guerra.

### 1944-1945
Conclusi la messa a punto e la preparazione, il 30 settembre fu inserito nella 43ª Divisione cacciatorpediniere già comprendente i gemelli Momo, Take e Ume; la divisione faceva parte della 31ª Squadriglia di scorta, da poco transitata agli ordini della Flotta Combinata che l'assegnò alla componente aeronavale della flotta da battaglia nipponica. Il 18 ottobre il Maki, il Kuwa e il Kiri seguirono la nave ammiraglia Isuzu a Ōita, dove si trovava l'ultimo membro della divisione (il Sugi). Il 20 i quattro cacciatorpediniere aprirono la strada nel Canale di Bungo alle portaerei della 3ª Flotta, diretta verso le Filippine per partecipare alla battaglia del Golfo di Leyte; nel corso del viaggio essi dovettero essere riforniti, dato che non avevano ampia autonomia. La squadra fu coinvolta nella battaglia del Golfo di Leyte in particolare il 25 ottobre: nel corso della mattinata il Maki si precipitò in aiuto del cacciatorpediniere Akizuki saltato in aria e trasse in salvo 150 uomini dell'equipaggio, sebbene cinque morirono poco dopo per le gravi ferite; fu quindi richiamato dalla nave ammiraglia della squadriglia Isuzu per contribuire al salvataggio dei sopravvissuti della devastata portaerei Chiyoda. In uno degli ultimi attacchi degli apparecchi imbarcati della Task force 38, il Maki fu centrato in pieno da una bomba a poppa e ulteriormente danneggiato da altri due ordigni scoppiati in mare a poca distanza dallo scafo: pur con il timone in pessimo stato, l'unità poté ripiegare a velocità ridotta e con trentacinque morti (quattro dell'Akizuki) fino all'isola di Okinawa e, infine, in Giappone. Il 20 novembre, mentre procedevano le riparazioni, transitò con il resto della squadriglia agli ordini della 5ª Flotta, stante lo scioglimento della 3ª Flotta a causa dell'affondamento di tutte le sue portaerei. È molto probabile che risalga a questo periodo l'aggiunta di un radar Type 13 per la ricerca aerea, assicurato all'albero di maestra, e di cinque cannoni Type 96 da 25 mm in postazioni singole.
Una volta rimesso in efficienza il Maki fu inviato nell'area della colonia di Formosa e con altre unità leggere costituì la scorta alla nave da battaglia veloce Haruna e alla portaerei leggera Junyo: la formazione si riunì a Mako e salpò il 6 dicembre alla volta di Sasebo. Il 9, al largo di Mishima fu intercettata dal sommergibile USS Plaice, i cui siluri centrarono però solo il cacciatorpediniere, che accusò danni gravi nella zona prodiera: riuscì in ogni caso a raggiungere Nagasaki, dove fu riparato quel tanto che bastò per spostarsi fino a Sasebo, dove cominciarono le riparazioni – il personale dell'arsenale ne approfittò anche per incrementare la scorta di bombe di profondità a sessanta. Il 5 febbraio 1945 la 31ª Squadriglia di scorta e le divisioni dipendenti passarono agli ordini diretti della Flotta Combinata, stante lo scioglimento della 5ª Flotta; il 15 marzo il Maki e i gregari furono riassegnati alla depauperata 2ª Flotta e il 26 fu assegnato di base a Kure. Con il gemello Kaya e l'ammiraglia di squadriglia Hanazuki ebbe partecipazione marginale all'estrema operazione Ten-Go: la mattina del 6 aprile seguì il grosso della squadra da Tokuyama fino al Canale di Bungo, ma non prese parte al resto della missione che si concluse con gravi perdite e la successiva disattivazione della flotta. La squadriglia tornò così agli ordini della Flotta Combinata e le operazioni del Maki rimasero confinate al Mare interno di Seto, peraltro sotacolate dalla scarsità di carburante. Alla fine di agosto, dopo la capitolazione dell'Impero giapponese, fu ceduto dall'equipaggio alle autorità d'occupazione statunitensi che provvidero a rimuovere ogni arma e attrezzatura militare; il 5 ottobre successivo fu depennato dai registri della Marina imperiale.

### Destino finale
Il Maki fu subito riadattato per partecipare alla colossale opera di rimpatrio di militari e civili giapponesi, sparpagliati in Asia orientale: fu destinato a tale compito già a poche settimane dalla conclusione della guerra, che ebbe però una formale sanzione soltanto il 1º dicembre, con la formazione del 2º ministero per la Smobilitazione che (pur con la supervisione americana) ebbe sotto di sé la responsabilità della buona riuscita dell'operazione.
Nel frattempo le potenze vincitrici decisero il destino del cacciatorpediniere e dell'altro naviglio giapponese catturato; la spartizione avvenne nel corso di quattro incontri al quartier generale dello SCAP: durante la seconda riunione, del 17 luglio 1947, il Maki fu assegnato al Regno Unito in conto di riparazione di guerra. La cessione divenne effettiva il 14 agosto seguente e la nave fu indirizzata con un equipaggio misto alla base navale di Singapore, da dove i giapponesi furono riportati in patria. Ben presto sorse un problema di affollamento di ex unità nipponiche e, quello stesso mese, il British Iron & Steel Board fece presente a Londra che in Estremo Oriente non sembravano esserci le strutture adeguate per demolirle e smantirle (la Royal Navy, infatti, non aveva alcun interesse a mantenerle in servizio). Fu quindi valutata la possibilità di spostare l'eterogenea flottiglia in Gran Bretagna e procedere alla demolizione, oppure di smantellare le navi in Giappone e importare i rottami ma, alla fine, le attività furono eseguite proprio a Singapore: il Maki fu disassemblato in città durante lo stesso 1947.